# Motasingha
Motasingha là một chi bướm ngày thuộc họ Bướm nâu.

## Các loài
- Motasingha dirphia Hewitson, 1868
- Motasingha trimaculata Tepper, 1882